# Never Be the Same Tour
Never Be the Same Tour es la primera gira de conciertos en solitario de la cantante y compositora cubanomexicana Camila Cabello. El tour se realizó con el fin de promocionar su álbum debut como solista, Camila (2018).
El inicio oficial de la gira fue el 9 de abril de 2018 en el Orpheum Theatre en Vancouver y finalizó el 23 de octubre de 2018 en el Coliseo de Puerto Rico de San Juan, Puerto Rico.

## Antecedentes
En diciembre de 2017, a escasas semanas del lanzamiento del trabajo discográfico debut de Cabello, la cubana comentó sus intenciones de embarcarse en una gira por el mundo a principios del año 2018. El 9 de febrero de 2018, la cantante publicó un vídeo de corta duración en blanco y negro en sus redes sociales el cual pretendía crear especulación sobre el video musical del segundo sencillo de su más reciente disco, «Never Be the Same». Posteriormente se desveló que dicho vídeo formaba parte de la promoción para su primera gira de conciertos.
El 14 de febrero de 2018, como regalo de San Valentín, Cabello publicó el póster oficial de la gira donde se desvelaban las primeras 20 fechas de la gira, 16 en Norteamérica y 4 en Europa. Las entradas para dichas fechas se pusieron a la venta el 16 de febrero. Otras fechas para la manga europea y latinoamericana, serán reveladas próximamente, tal y como la cantante expresó anteriormente. El 16 de febrero, se agregó una nueva fecha en Los Ángeles para el 15 de abril debido a la alta demanda. Tan solo un día más tarde, Cabello reveló que absolutamente todos los boletos para la gira estaban agotados. El 28 de febrero, Cabello anunció mediante sus redes sociales, 5 nuevas fechas en Europa a ser celebradas en el mes de junio en ciudades como París, Madrid y Barcelona. Dichas entradas se pusieron a la venta el 2 de marzo. El 16 de marzo Cabello reportó a través de sus redes sociales que las entradas para dichas fechas agregadas también fueron agotados.
El 2 de junio se anunció que los teloneros para la fase Europea serían la banda de Nueva Zelanda Drax Project. El 6 de junio anunció las primeras tres fechas de conciertos en Latinoamérica, serán llevadas a cabo en septiembre en la Ciudad de México, Guadalajara y Monterrey.

## Crítica
Bobby Olivier del sitio NJ realizó una reseña sobre el concierto otorgado el 1 de mayo en Filadelfia expresando que el concierto «en tamaño, técnicamente se clasificaría como un espectáculo de teatro o club, pero con una brillante coreografía, interludios de video de alta definición encendidos en una gran pantalla y el excelente espectáculo de Cabello encendiendo el lugar, sus 80 minutos en Filadelfia incluyeron un espectáculo de arena en miniatura y una señal segura de lo que vendrá para la joven estrella». Continuo mencionando que «no fue una sorpresa lo cómoda y confiada que Cabello estuvo... la voz ronca y entrecortada que se ha convertido en algo así como su tarjeta de presentación. Su voz era lo suficientemente fuerte como para que el uso intensivo de la pista de acompañamiento en algunos improvisados atascos pareciera innecesario». Finalmente mencionó que «durante toda la noche, Cabello trabajó con la multitud, dándoles las gracias una y otra vez, instándoles a gritar y discutir pequeñas partes de sus propias luchas como una mujer joven en busca de amor y su propio bienestar». Michele Amabile Angermiller de la revista Variety también realizó una reseña sobre el concierto otorgado en The Fillmore en Filadelfia la cual comenzó mencionando que Cabello «después de todo, horas antes del espectáculo, estaba en descanso vocal obligatorio, pero eso no impidió que le diera a la audiencia todo lo que tenía y más», continuó al realizar una lista de los cinco mejores momentos del concierto incluyendo «Something’s Gotta Give» y «In The Dark», alabando sobre esta última la interpretación a a cappella de la cantante.
Taylor Weatherby de la revista Billboard, sobre el concierto otorgado el 4 de mayo en Nueva York, comenzó su reseña al mencionar que «el espectáculo fue un gran avance para lo que está por venir para Cabello en más de un sentido: aunque demostró que ciertamente puede mantenerse firme en el escenario» continuo al enumerar los ocho momentos más inolvidables del tour, comenzando por su interpretación del tema «Inside out» y continuo al mencionar la interpretación vulnerable e inspiradora de «Consequences».
Brian Cantor del Headline Planet realizó una reseña sobre el último concierto de la fase en Norteamérica inició al mencionar que «el audio de respaldo puede haber sido un poco pesado a veces, pero Cabello sonaba fantástico cada vez que dejaba que su voz tomara el control. Su baile puede no haber sido técnicamente perfecto, pero fue fluido, atractivo y carismático en todo momento. Su presencia escénica y aura en general no necesitan una calificación; ¡Son tan excepcionales!», agregando que Cabello «ha pasado años demostrando que es una fuerza en el escenario. Ella suena genial, y se muestra increíblemente cómoda, en cada uno de sus compromisos en vivo». Finalmente argumentó que «realizó cada número con un nivel inspirador de pasión. Nunca hubo dudas de que estas eran sus canciones, y no simplemente porque aparecían en su discografía. Es porque demostró que todos y cada uno, incluidas sus colaboraciones, claramente significan algo para ella».
Rachel Bowles de la revista The Skinny le dio 5 estrellas al concierto llevado a cabo el 5 de junio en Glasgow, Escocia, comenzó su reseña expresando que el concierto llevado a cabo O2 Academy Glasgow es un «claro ejemplo de lo que el pop puede ser, en su máxima expresión». Aseguró que el «setlist está meticulosamente planeado; el alegremente optimista "Inside Out" está entretejido con baladas nostálgicas y serias como "Consequences"». Finaliza su crítica al argumentar: «Decir que Cabello es una apasionada de sus fanáticos y su política es una subestimación. Es un innegable acto radical de amor propio e inclusión, un ejemplo de lo que el pop puede ser en su máxima expresión». Decir que Cabello es una apasionada de sus fanáticos y su política es una subestimación». Katie Baillie del periódico Metro dio 4 estrellas al concierto otorgado el 12 de junio en el O2 Bixton Academy en Londres, Inglaterra, quien comenzó expresando «su corazón esta en Havana, nuestro corazón esta con ella», continuó mencionando que el concierto fue «empoderador, inclusivo, divertido, pero conmovedor» y asegurando «Camila, si alguna vez quieres volver a Londres, eres bienvenido en cualquier momento. Simplemente lleva (el concierto) a un lugar más grande y hagamos que participen más fanáticos».

## Repertorio
| Never Be the Same Tour |
| --- |
| El siguiente repertorio representa los conciertos brindados en Buenos Aires el 16 y 17 de marzo como parte del Festival Lollapalooza. No representa el repertorio de cada concierto otorgado durante la gira. - Intro: 1. "Never Be the Same" 2. "She Loves Control" 3. "Inside Out" 4. "All These Years" 5. "Bad Things" 6. "Know No Better" 7. "Real Friends" 8. "Into It" 9. "In The Dark" 10. "Havana" El siguiente repertorio representa el concierto brindado en Vancouver, Canadá el 9 de abril. No representa el repertorio de cada concierto otorgado durante la gira. - Intro: 1. "Never Be the Same" 2. "She Loves Control" 3. "Inside Out" 4. "Bad Things" 5. "Can't Help Falling in Love" 6. "Consequences" 7. "All These Years" 8. "Something's Gotta Give" 9. "Scar Tissue" 10. " In The Dark" 11. "Real Friends" 12. "Know No Better" 13. "Crown" 14. "Into It" 15. "Sangria Wine" 16. "Havana" |

Notas
- En el concierto en Houston Texas Camila Canto Dreaming of You en homenaje a la fallecida cantante estadounidense Selena
- En los 3 conciertos en México interpretó junto a su padre, Alejandro Cabello, y un grupo de Mariachis «México en la piel».[26]

Invitados especiales
- El 15 de abril interpretó «Sangria Wine» a dueto con el cantante Pharrell Williams.[27]
- El 12 de junio invitó al escenario a la cantante Anne-Marie para interpretar «Rockabye».[28]
- El 27 de junio invitó al cantante David Bisbal a interpretar el tema «Bulería».[29][30]
- El 24 de septiembre invitó a Noel Schajris a interpretar «Consequences» y «Entra en mi vida».[31] También invitó a Jesse & Joy a interpretar «¡Corre!».[32]
- El 14 de octubre invitó a la cantante Anitta a interpretar «Real Friends» y el tema «Paradinha».[33]

## Fechas
| Fecha                    | Ciudad           | País            | Recinto                             | Acto de apertura | Entradas vendidas / Disponibles | Recaudación     |
| América del Sur          | América del Sur  | América del Sur | América del Sur                     | América del Sur  | América del Sur                 | América del Sur |
| ------------------------ | ---------------- | --------------- | ----------------------------------- | ---------------- | ------------------------------- | --------------- |
| 16 de marzo de 2018      | Buenos Aires     | Argentina       | Hipódromo de San Isidro             | Festival         | Festival                        | Festival        |
| 17 de marzo de 2018      | Santiago         | Chile           | Movistar Arena                      | Festival         | Festival                        | Festival        |
| América del Norte        |                  |                 |                                     |                  |                                 |                 |
| 9 de abril de 2018       | Vancouver        | Canadá          | Orpheum Theatre                     | Bazzi            | —                               | —               |
| 10 de abril de 2018      | Seattle          | Estados Unidos  | Paramount Theatre                   | Bazzi            | —                               | —               |
| 11 de abril de 2018      | Portland         | Estados Unidos  | Arlene Schnitzer Concert Hall       | Bazzi            | —                               | —               |
| 13 de abril de 2018      | Oakland          | Estados Unidos  | Fox Oakland Theatre                 | Bazzi            | 2,828 / 2,828                   | $118,415        |
| 14 de abril de 2018      | Los Ángeles      | Estados Unidos  | Hollywood Palladium                 | Bazzi            | —                               | —               |
| 15 de abril de 2018      | Los Ángeles      | Estados Unidos  | Hollywood Palladium                 | Bazzi            | —                               | —               |
| 18 de abril de 2018      | Denver           | Estados Unidos  | Paramount Theatre                   | Bazzi            | —                               | —               |
| 20 de abril de 2018      | Minneapolis      | Estados Unidos  | State Theatre                       | Bazzi            | —                               | —               |
| 21 de abril de 2018      | Milwaukee        | Estados Unidos  | Riverside Theater                   | Bazzi            | —                               | —               |
| 22 de abril de 2018      | Chicago          | Estados Unidos  | Riviera Theatre                     | Bazzi            | 2,540 / 2,540                   | $97,790         |
| 24 de abril de 2018      | Saint Louis      | Estados Unidos  | The Pageant                         | Bazzi            | —                               | —               |
| 25 de abril de 2018      | Detroit          | Estados Unidos  | The Fillmore Detroit                | Bazzi            | —                               | —               |
| 27 de abril de 2018      | Toronto          | Canadá          | Sony Centre for the Performing Arts | Bazzi            | —                               | —               |
| 28 de abril de 2018      | Montreal         | Canadá          | MTelus                              | Bazzi            | 2,196 / 2,196                   | $80,223         |
| 29 de abril de 2018      | Boston           | Estados Unidos  | Orpheum Theatre                     | Bazzi            | —                               | —               |
| 1 de mayo de 2018        | Filadelfia       | Estados Unidos  | The Fillmore Philadelphia           | Bazzi            | —                               | —               |
| 4 de mayo de 2018        | Nueva York       | Estados Unidos  | Terminal 5                          | Bazzi            | —                               | —               |
| Europa                   |                  |                 |                                     |                  |                                 |                 |
| 27 de mayo de 2018       | Swansea          | Reino Unido     | Singleton Park                      | Festival         | Festival                        | Festival        |
| 5 de junio de 2018       | Glasgow          | Reino Unido     | O2 Academy Glasgow                  | Drax Project     | —                               | —               |
| 6 de junio de 2018       | Birmingham       | Reino Unido     | O2 Academy Birmingham               | Drax Project     | —                               | —               |
| 9 de junio de 2018       | Londres          | Reino Unido     | Estadio de Wembley                  | Festival         | Festival                        | Festival        |
| 12 de junio de 2018      | Londres          | Reino Unido     | O2 Bixton Academy                   | Drax Project     | —                               | —               |
| 13 de junio de 2018      | Ámsterdam        | Países Bajos    | AFAS Live                           | Drax Project     | —                               | —               |
| 18 de junio de 2018      | Berlín           | Alemania        | Tempodrom                           | Drax Project     | —                               | —               |
| 20 de junio de 2018      | París            | Francia         | Sala Pleyel                         | Drax Project     | —                               | —               |
| 24 de junio de 2018      | Newport          | Inglaterra      | Seaclose Park                       | Festival         | Festival                        | Festival        |
| 26 de junio de 2018      | Barcelona        | España          | Sant Jordi Club                     | Drax Project     | —                               | —               |
| 27 de junio de 2018      | Madrid           | España          | WiZink Center                       | Drax Project     | —                               | —               |
| América del Norte        |                  |                 |                                     |                  |                                 |                 |
| 8 de julio de 2018       | Quebec City      | Canadá          | Plains of Abraham                   | Festival         | Festival                        | Festival        |
| 30 de julio de 2018      | Atlantic City    | Estados Unidos  | Borgata Events Center               | Alec Benjamin    | —                               | —               |
| 31 de julio de 2018      | Uncasville       | Estados Unidos  | Mohegan Sun Arena                   | Alec Benjamin    | 5,839 / 6,139                   | $258,281        |
| 2 de agosto de 2018      | Chicago          | Estados Unidos  | Grant Park                          | Festival         | Festival                        | Festival        |
| 24 de septiembre de 2018 | Ciudad de México | México          | Palacio de los Deportes             | Mau y Ricky      | 10,884 / 10,918                 | $1,721,970      |
| 25 de septiembre de 2018 | Guadalajara      | México          | Auditorio Telmex                    | Mau y Ricky      | 8,712 / 8,712                   | $1,543,269      |
| 27 de septiembre de 2018 | Monterrey        | México          | Auditorio Citibanamex               | Mau y Ricky      | 8,000 / 8,000                   | $993,946        |
| 7 de octubre de 2018     | Austin           | Estados Unidos  | Zilker Park                         | Festival         | Festival                        | Festival        |
| América del Sur          |                  |                 |                                     |                  |                                 |                 |
| 11 de octubre de 2018    | Porto Alegre     | Brasil          | Pepsi on Stage                      | Festival         | Festival                        | Festival        |
| 13 de octubre de 2018    | Uberlândia       | Brasil          | Arena Sabiazinho                    | Festival         | Festival                        | Festival        |
| 14 de octubre de 2018    | São Paulo        | Brasil          | Allianz Parque                      | Festival         | Festival                        | Festival        |
| 16 de octubre de 2018    | Curitiba         | Brasil          | Pedreira Paulo Leminski             | Festival         | Festival                        | Festival        |
| 18 de octubre de 2018    | Santiago         | Chile           | Movistar Arena                      | Denise Rosenthal | —                               | —               |
| 20 de octubre de 2018    | Buenos Aires     | Argentina       | DirecTV Arena                       | Lali             | —                               | —               |
| América Central          |                  |                 |                                     |                  |                                 |                 |
| 23 de octubre de 2018    | San Juan         | Puerto Rico     | Coliseo de Puerto Rico              | Raquel Sofia     | —                               | —               |
| Total:                   | Total:           | Total:          | Total:                              | Total:           | —                               | —               |